# Rätische Alpen
Die Rätischen Alpen (oft auch Rhätische –; italienisch Alpi Retiche) sind eine Gebirgsgruppe in den zentralen Ostalpen. Sie befinden sich im Grenzgebiet der Ostschweiz zu Österreich, Liechtenstein und Italien nördlich des Veltlins (Addatal) und östlich des Hinterrheins und des Bergells.
Benannt sind die Rätischen Alpen nach dem Volk der Räter.

## Lage
Die Rätischen Alpen liegen zum größeren Teil im Schweizer Kanton Graubünden östlich des Splügenpasses. Sie werden durch das Engadin in einen Nordteil (höchster Gipfel: Piz Linard, 3411 m ü. M.) zu Liechtenstein und den österreichischen Bundesländern Vorarlberg und Tirol, und einen Südteil (höchster Gipfel: Piz Bernina, 4049 m ü. M.) getrennt, der auch in den italienischen Provinzen Sondrio, Südtirol (Provinz Bozen) und Tirol liegt.

## Einteilung
Zu den Rätischen Alpen zählen die Untergruppen von Bernina, Albula, Livigno, Umbrail, Sesvenna, Silvretta und Rätikon.
Früher rechnete man auch die Plessur-Alpen dazu.
Nach der italienisch/französischen Systematik der Partizione delle Alpi werden die Alpi Retiche südlicher angesiedelt – erfassen also nur den oben angeführten Südteil – und erstrecken sich östlich bis an das Timmelsjoch. Sie umfassen dann die Bernina-Livigno-Gruppe, auch die südlich des Valtellina gelegenen Alpi Orobiche, die Ortler-Alpen mit der Sobretta und Sesvenna, die Brenta-Dolomiten sowie die Ötztaler Alpen (Alpi Venoste).

## Landschaft
Im Südteil befindet sich zwischen Inn und Ofenpass der Schweizerische Nationalpark.